# Taracticus dimidiatus
Taracticus dimidiatus är en tvåvingeart som först beskrevs av Macquart 1847.  Taracticus dimidiatus ingår i släktet Taracticus och familjen rovflugor. Inga underarter finns listade i Catalogue of Life.